# Maurizio D'Alessio
Maurizio D'Alessio o d'Alesio (Calvanico, 1670 circa – 1725 circa) è stato uno scultore, decoratore plastico italiano, attivo tra la fine del XVII secolo e il primo venticinquennio del XVIII secolo.

## Biografia
La prima attività documentata di Maurizio d'Alesio risale al 1697, quando lavora in collaborazione con Pietro Sernicola all'interno della chiesa dei Carmelitani Scalzi a Brindisi. Nel 1713 esegue la decorazione a stucco dell'altare maggior e di due cappelle laterali per la chiesa del Carmine ad Altamura, mentre l'ultimo suo intervento finora noto risale al 1724-1725, quando progetta la decorazione a stucco per la volta del coro dell'Abbazia benedettina di San Michele Arcangelo a Montescaglioso.
Risulta attivo a Modugno nel 1721 quale autore dell'altare di Santa Maria di Costantinopoli nella Chiesa di Maria Santissima Annunziata, commissionatogli dal primicerio del Capitolo, don Tommaso Mondelli. Sempre a Modugno si trova l'opera probabilmente più significativa per ampiezza e complessità dell'intervento, la decorazione della navata e degli arconi laterali, datata documentariamente al 1721, per la Chiesa di Sant'Agostino.
Maurizio d'Alessio fu probabilmente il padre di altri plasticatori attivi dopo di lui in Puglia: è stata documentata l'attività dei fratelli Francesco e Ciriaco d'Alessio, residenti ad Altamura, ma di origine napoletana, incaricati nel 1754 di decorare la navata della nuova chiesa monastica di San Pietro a Molfetta; mentre al 1763 risale il contratto tra la Real Congrega del Monte di Pietà di Altamura e lo stuccatore Ciriaco d'Alessio per la realizzazione di alcuni lavori nella chiesa di Santa Croce ad Altamura.